# アンドレア・コンシーリ
アンドレア・コンシーリ（Andrea Consigli, 1987年1月27日- ）は、イタリア・ロンバルディア州ミラノ出身のサッカー選手で、セリエAのUSサッスオーロ・カルチョに所属する。ポジションはGK。

## 経歴

### クラブ
アタランタBCのユース出身で、2006年にトップチームに昇格。しかし、出番はなくレンタル修行に出た。2007年より所属したリミニ・カルチョFCでは633分間連続無失点を記録した。
2008年にアタランタへ復帰。2008-09シーズンは中盤戦よりベテランのフェルディナンド・コッポラよりポジションを奪うと、17試合に出場した。2009-10シーズンからは正GKに定着したが、18位に終わってセリエBに降格した。迎えたセリエBでは40試合に出場。開幕から首位を走り、優勝を果たして1年でAに戻った。
2014年9月1日にサッスオーロへ移籍。

### 代表
2006年よりU-21イタリア代表に選出。2008年には北京オリンピック代表メンバーにも
選出された。
2012年8月10日、チェーザレ・プランデッリ監督によってイタリアA代表に初招集された。